# Бернхард фон Шерфенберг
Бернхард фон Шерфенберг (на немски: Bernhard von Scherffenberg; * ок. 1440; † 13 декември 1513, Шпилберг, Щирия) е благородник от древния род Шерфенберг в Херцогство Австрия, австрийски хауптман и хауптман на Ландес об дер Енс. (1478 – 1484), господар във Виндег в Горна Австрия.

## Живот
Той е син на Улрих IV фон Шерфенберг († 1456) и съпругата му Кристина фон Лозенщайн († 1456), дъщеря на Бернхард I фон Лозенщайн († 1434) и Анна фон Целкинг. Внук е на Рудолф фон Шерфенберг († 1420) и Маргарета фон Щархемберг († 1443).
Бернхард служи при Фридрих III и се издига в началото на 1470-те години на императорски съветник. През 1474 г. участва в боевете против Ланд об дер Енс и обсажда дворец Валденфелс. През 1476 г. той се отличава във войната против Кралство Бохемия и унгарския крал Матиас Корвин. За заслугите му той става фелд-хауптман на об дер Енс.
След 1484 г. той се занимава със своите собствености и от 1501 г. е управител на Вайдхофен ан дер Ибс.
Неговите синове са в свитата на император Максимилиан I.
- Замък Шпилберг (1672)
- Замък Виндег ок. 1674

## Фамилия
Първи брак: с Елизабет фон Фладниц († 9 август 1489) от Щирия, дъщеря на Фридрих фон Фладнитц, господар в Хоенванг, и Пракседис фон Хауншперг. Те имат децата:
- Кристоф фон Шерфенберг († сл. 1521), господар в Хоенванг, женен сл. 13 февруари 1506 г. за Радегунда фон Арберг († сл. 1526)
- Пракседис фон Шерфенберг († 1513), омъжена за Йохан фон Траун († 23 юни 1500)
- Катарина фон Шерфенберг, омъжена за Готфрид фон Щархемберг († 20 юли 1493 или 9 септември 1493 в Линц), хауптман на Ландес об дер Енс[6]
- Ханс фон Шерфенберг († 1527), женен за Маргарета фон Целкинг († 1552)
- Георг фон Шерфенберг
- Кристоф фон Шерфенберг
- Волфганг фон Шерфенберг
- Марта фон Шерфенберг, омъжена за Файт фон Целкинг

Втори брак: с графиня Катарина фон Щархемберг, вдовица на Райнпрехт V фон Валзее ’Младия’ († 19 май 1483).